# Zelo Buon Persico
Zelo Buon Persico (Zel Bon Perseg in dialetto lodigiano) è un comune italiano di 7 448 abitanti della provincia di Lodi in Lombardia.

## Geografia fisica

### Clima
In base alla media trentennale di riferimento (1971-2000) della stazione meteorologica di Milano Linate, situata a poco più di 10 km. La temperatura media del mese più freddo, gennaio, è di +2,5 °C, mentre quella del mese più caldo, luglio, è di +23,6 °C; mediamente si contano 57 giorni di gelo all'anno e 31 giorni annui con temperatura massima uguale o superiore ai 30 °C. Nel trentennio esaminato, i valori estremi di temperatura sono i +37,2 °C del luglio 1983 e i -14,4 °C del gennaio 1985.
Le precipitazioni medie annue si attestano a 920 mm, mediamente distribuite in 82 giorni, con minimo relativo in inverno, picco massimo in autunno e massimo secondario in primavera per gli accumuli totali stagionali.
L'umidità relativa media annua fa registrare il valore di 75,5% con minimi di 70% a marzo e a luglio e massimo di 84% a dicembre; mediamente si contano 93 giorni all'anno con episodi nebbiosi

## Origini del nome
Il nome Zelo deriva dal latino agellum, "piccolo campo". In un documento conservato nell'archivio vescovile di Lodi come proprietario nel XII secolo di alcuni terreni di Zelo viene citato un certo Gompertus, da cui deriverebbe il suffisso "Buon Persico".
Il nome completo risultante agellum Gomperticum (cioè "piccolo podere di Gomperto") sarebbe dovuta alla particolare ubicazione del podere di origine, situato già all'epoca dei romani tra due grandi proprietà: Agrum Martianum (oggi Marzano) e Agrum Mutianum (oggi Muzzano).
Il nome stesso poi, con l'andare degli anni, veniva a corrompersi in Gello, Zello, Zelo, e così l'attributo "Buon Persico" dall'antico Gomperticum (anche Gomperti) unito al nome; così da Agellum Gomperti (forse il proprietario) ecco pian piano trasformarsi per pronuncia in Zelo Buon Persico.

## Storia
Da Zelo Buon Persico, in epoca romana, passava la via Regina, strada romana che collegava il porto fluviale di Cremona con Clavenna (Chiavenna) passando da Mediolanum (Milano).
Il feudo di Zelo viene ceduto nel 1546 ai principi De Tassis del Sacro Romano Impero (che avevano ottenuto la cittadinanza milanese da parte di Francesco Sforza fin dal 1457), che lo conservano fino all'estinzione dei feudi nel 1782.
In età napoleonica (1809-16) al comune di Zelo Buon Persico furono aggregate Bisnate e Casolate, ridivenute autonome con la costituzione del Regno Lombardo-Veneto. Bisnate fu poi aggregata definitivamente nel 1841. Nel 1869 al comune di Zelo Buon Persico vennero aggregati i comuni di Casolate, Mignete e Villa Pompeiana.

### Simboli
Lo stemma e il gonfalone sono stati concessi con DPR del 9 aprile 1953.
Stemma
Nello stemma viene rappresentato il castello di Bisnate ed il leone è simbolo della terra di Zelo Buon Persico; il colore verde ricorda la fertilità del suolo.
Gonfalone

## Monumenti e luoghi d'interesse
- La chiesa parrocchiale di Sant'Andrea Apostolo fu costruita nel XV secolo ed ampliata nel Settecento;[9]
- Nella frazione di Muzzano la chiesa parrocchiale dei Santi Cosma e Damiano martiri, di origine medievale, realizzata nel XIII secolo e poi modificata;[10]
- Nella frazione di Villa Pompeiana il Parco Ittico Paradiso, parco naturale a tema.

## Società

### Evoluzione demografica
Abitanti censiti

### Etnie e minoranze straniere
Al 31 dicembre 2012 gli stranieri residenti nel comune di Zelo Buon Persico in totale sono 604, pari all'8,90% della popolazione. Tra le nazionalità più rappresentate troviamo:
- Romania 232
- Albania 52
- Marocco 40
- Perù 38
- Bulgaria 32
- India 26
- Egitto 32

### Lingue e dialetti
A Zelo Buon Persico è parlato il dialetto lodigiano, una delle varianti del ramo occidentale o insubre della lingua lombarda.

### Religione
La maggioranza della popolazione è cattolica. L'immigrazione di cittadini comunitari ed extra-comunitari ha portato all'insediamento di minoranze di ortodossi e musulmani. La comunità di Zelo possiede una parrocchia e fa parte della diocesi di Lodi.

## Geografia antropica
Il territorio comunale comprende, oltre al capoluogo, le frazioni di Bisnate, Cascina Giussana, Cascina Molinetto, Casolate, Mignete, Molinazzo, Muzzano e Villa Pompeiana.

## Economia
Zelo Buon Persico presenta un'economia mista.

L'agricoltura viene tuttora molto praticata, soprattutto nelle frazioni, talvolta strutturata su basi industriali.

Si è assistito inoltre a un discreto sviluppo artigianale e industriale, favorito dalla costituzione di una cooperativa artigiana e da una forte espansione edilizia, in particolare lungo la strada Paullese.

## Infrastrutture e trasporti

### Strade
Zelo Buon Persico è interessato dalle seguenti direttrici stradali: strada provinciale ex SS 415 Paullese, strada provinciale 15b "Vecchia Paullese", strada provinciale 16, strada provinciale 158, strada provinciale 181.
Il comune è servito dalla tangenziale est di Milano e dalla tangenziale est esterna di Milano tramite il casello di Paullo posto a poche centinaia di metri dal confine comunale.

### Mobilità urbana ed interurbana
I trasporti urbani e interurbani di Zelo Buon Persico vengono svolti con autoservizi di linea gestiti dalle società Autoguidovie Italiane e LINE. È inoltre in progetto il prolungamento della linea M3 della metropolitana di Milano con due fermate nel territorio di Paullo.

## Amministrazione

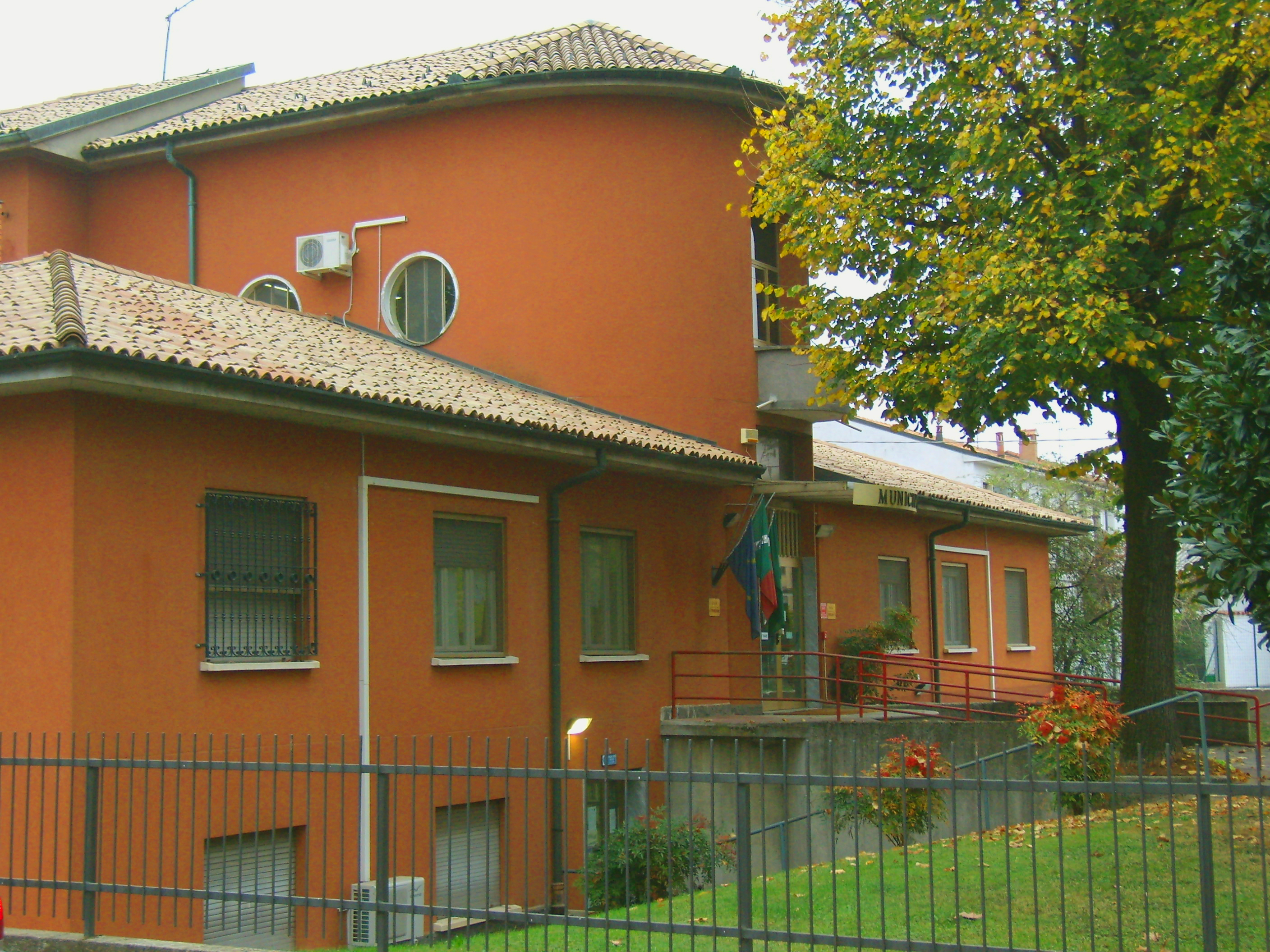
Il municipio di Zelo Buon Persico, nell'ex Casa del Fascio

Segue un elenco delle amministrazioni locali.
| Periodo | Periodo   | Primo cittadino      | Partito                        | Carica  | Note |
| ------- | --------- | -------------------- | ------------------------------ | ------- | ---- |
| 1945    | 1946      | Angelo Luigi Oreglio | Comitato Liberazione Nazionale | Sindaco |      |
| 1946    | 1951      | Angelo Novasconi     |                                | Sindaco |      |
| 1951    | 1960      | Giuseppe Dell'Era    |                                | Sindaco |      |
| 1960    | 1970      | Vittorio Brambilla   |                                | Sindaco |      |
| 1970    | 1975      | Marino Guercetti     |                                | Sindaco |      |
| 1975    | 1980      | Mario Marchini       |                                | Sindaco |      |
| 1980    | 1988      | Giuseppe Crespiatico |                                | Sindaco |      |
| 1988    | 1990      | Mario Oreglio        | Democrazia Cristiana           | Sindaco |      |
| 1990    | 1992      | Mario Marchini       | lista civica                   | Sindaco |      |
| 1992    | 1995      | Vittorio Faluomi     | Partito Socialista Italiano    | Sindaco |      |
| 1995    | 1999      | Antonello Monti      | lista civica                   | Sindaco |      |
| 1999    | 2004      | Adorno Marazzina     | centro-sinistra                | Sindaco |      |
| 2004    | 2014      | Paolo Della Maggiore | Il Popolo della Libertà        | Sindaco |      |
| 2014    | in carica | Angelo Madonini      | lista civica (centro-sinistra) | Sindaco |      |